# Langley Green
Langley Green – dzielnica miasta Crawley w Anglii, w hrabstwie West Sussex, w dystrykcie Crawley. Leży 13 km od miasta Redhill. W 2016 miejscowość liczyła 8522 mieszkańców.